# Dværgflodhest
Dværgflodhesten (Hexaprotodon liberiensis) er en flodhest, der har hjemme i Vestafrika.
Udbredelse: Spredt forekomst i lavlandsregnskovene i Vestafrika, i Liberia, Sierra Leone, Guinea og Elfenbenskysten
Højde: 77 – 83 cm
Længde: 140 – 160 cm
Vægt: 180 – 260 kg
Kønsmoden: 4 – 5 år.
Parringstid: Ukendt i naturen. I fangenskab kan der fødes unger hele året rundt.
Drægtighedsperiode: 194 – 204 dage
Antal unger: 1, sjældent 2.
Levetid: Op til 42 år
Social adfærd: Lever normalt alene, kan dog samles i små familiegrupper
Føde: Vandplanter, blade, frugt, græs og urter
Zoo-menu: Frugt & grønt, græs, hø, valset byg, valset havre, horsebalance, racing mineral
Status: Alvorligt truet i naturen, primært på grund af ødelæggelse af levesteder.